# 森山病院
森山病院（もりやまびょういん）は、北海道旭川市に所在する病院。

## 沿革

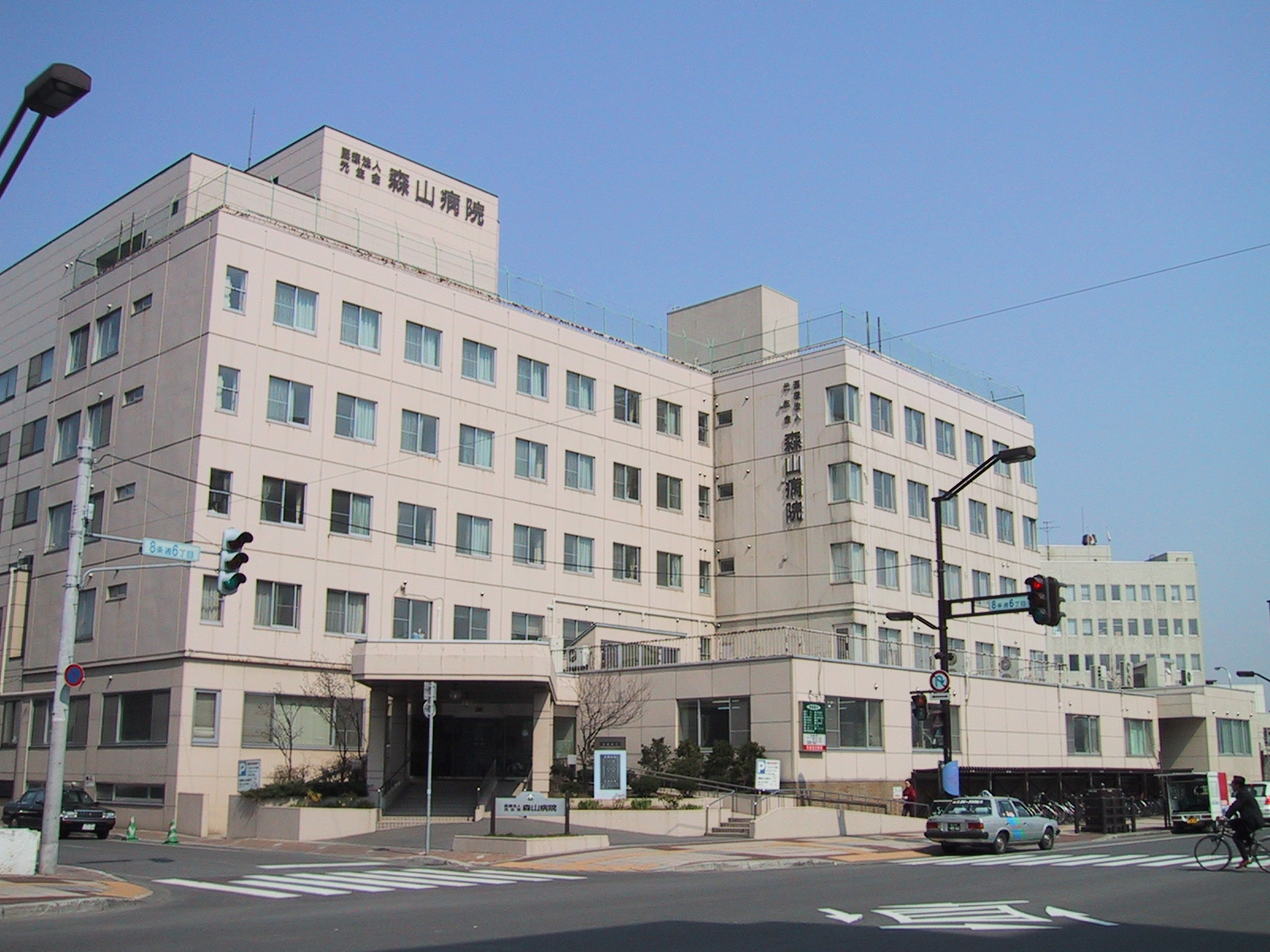
旧病院

- 1952年（昭和27年）: 北海道内初の整形外科の単科病院となる「森山整形外科医院」が開業[2][3]。
- 1961年（昭和36年）: 旭川市内初の大型ビルディング病院として新築移転[3]。
- 1964年（昭和39年）: 救急指定病院となる。旭川市内初となる脳神経外科開設[3]。
- 1973年（昭和48年）: 増改築[3]。
- 1985年（昭和60年）: 医療法人社団元生会設立[3]。
- 1988年（昭和63年）: 増改築・泌尿器科開設[3]。
- 1991年（平成03年）: 一般外科新設[3]。
- 1998年（平成10年）: 眼科新設[3]。
- 2005年（平成17年）: 耳鼻咽喉科開設[3]。
- 2011年（平成23年）: 循環器内科、神経内科、乳腺外科を標榜[3]。
- 2015年（平成27年）: 北彩都あさひかわに健康をテーマとする「旭川ウェルネスセンター」を建設して移転する計画を発表[4]。
- 2020年（令和02年）11月24日 : 旭川市宮前地区に新築移転[5]。

## 診療科等
診療科
- 内科・循環器内科・消化器内科
- 外科・乳腺外科・血管外科（リンパ浮腫外来）
- 耳鼻咽喉科
- 整形外科
- 脳神経外科
- 泌尿器科
- 眼科
- 形成外科

部門
- 看護部
- 放射線部
- 検査部
- リハビリテーション部
- 薬剤部
- 栄養部
- 医療相談室

## アクセス・駐車場
- 北海道旅客鉄道（JR北海道）旭川駅から徒歩約5分。駅東側、北彩都あさひかわエリアにある。
- 旭川電気軌道「森山病院前」停留所
- 道北バス「森山病院前」停留所
- 有料駐車場：60分300円

## 関連施設
- 森山メモリアル病院[6]
- 愛生病院[7]